# Ellen Burstyn
Edna Rae Gillooly (Detroit, 7 de diciembre de 1932), más conocida por su nombre artístico Ellen McRae inicialmente, y luego como Ellen Burstyn  después de su matrimonio en 1964 con el actor Neil Burstyn, es una actriz estadounidense. Su carrera profesional comenzó en la década de 1950 y durante las décadas siguientes participó en numerosas películas y series de televisión. Es una de las actrices más destacadas de su generación, cuyo trabajo en el teatro y en el cine ha sido igualmente aclamado.
Tuvo seis nominaciones en los Premios Óscar desde 1971 hasta el año 2000. Obtuvo la victoria en el año 1974 como mejor actriz gracias a su actuación en Alice Doesn't Live Here Anymore (1974), película por la que obtuvo también un premio BAFTA. Entre sus trabajos más conocidos se encuentra la película de terror El exorcista (1973). 
Burstyn ha trabajado constantemente en cine, televisión y teatro. Esto la llevó a recibir varias nominaciones (incluyendo premios Oscar, Globo de Oro y premios Tony). Su última nominación en los premios de la Academia fue gracias a su participación principal en Requiem for a Dream (2000).
Burstyn es uno de los pocos artistas que ha ganado la denominada "Triple Corona de la Actuación" (aquellos intérpretes que han obtenido los premios Óscar, Emmy y Tony). En 2013, fue incluida en el American Theater Hall of Fame.

## Biografía

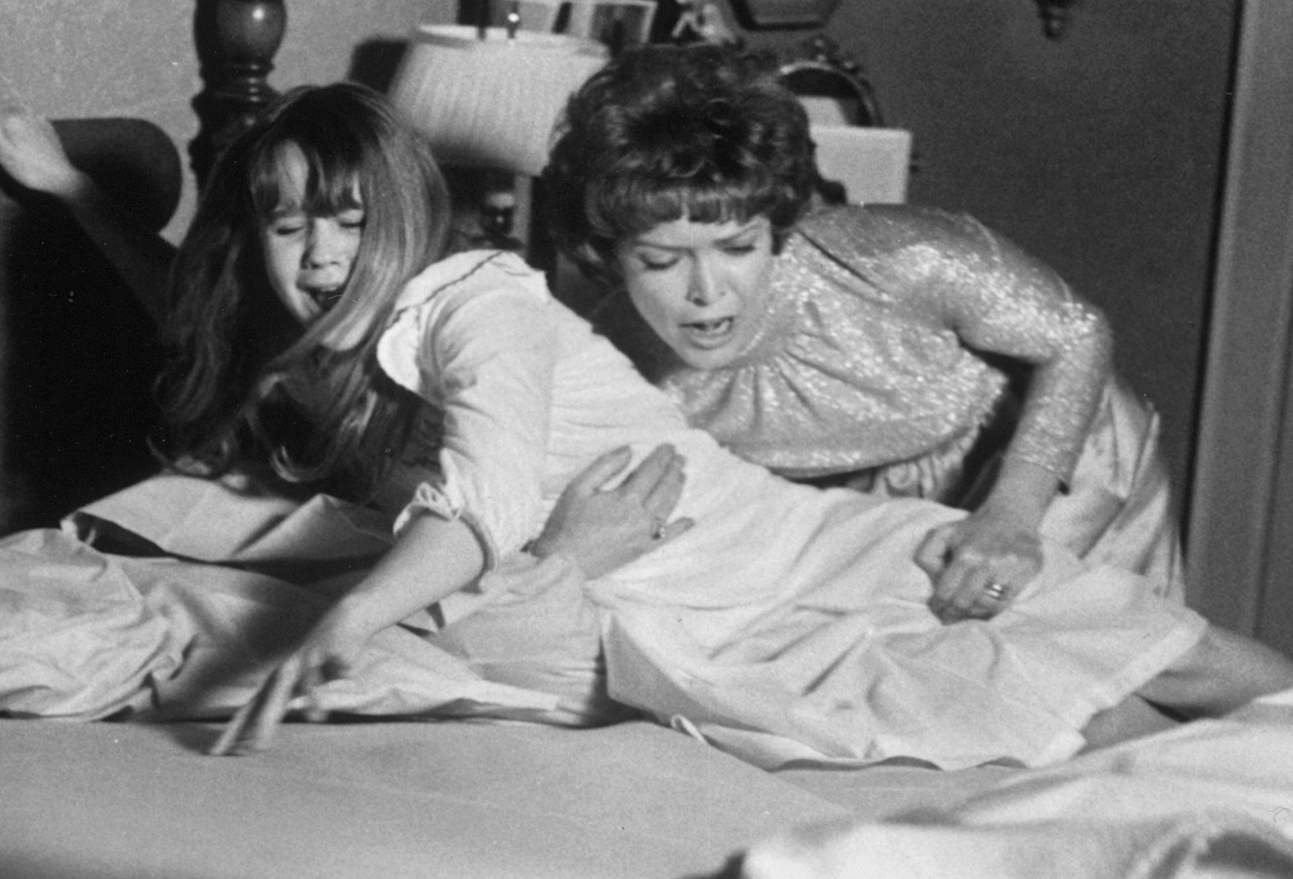
Burstyn junto a Linda Blair en una de las escenas de El Exorcista de 1973.

Burstyn debutó como actriz en Broadway en 1957 y se formó junto a Lee Strasberg en el Actors Studio. En 1975 ganó un Premio Tony a la mejor actriz por Same Time, Next Year.
En el ámbito cinematográfico conquistó una nominación al Óscar a la mejor actriz de reparto en 1971 por The Last Picture Show, de Peter Bogdanovich. También es ganadora de un Óscar como mejor actriz en 1974 por su actuación en la película Alicia ya no vive aquí de Martin Scorsese y fue nominada como mejor actriz en 1973 por la película El exorcista. Recibió otra nominación por su papel como Sara Goldfarb en Requiem for a Dream en 2000.
Entre otras películas en las que participó se pueden nombrar Clan Ya-Ya, El viaje de los Dobson, El otro lado del crimen, Sirena, Otra oportunidad, W. y Providence, de Alain Resnais.
Entre los años 2000 y 2006 fue codirectora del Actors Studio junto a Al Pacino y Harvey Keitel.
Recibió un doctorado honorario de La Nueva Escuela.

## Vida personal
Se casó en 1950 con Bill Alexander, divorciándose en 1957. Ese mismo año se casó con Paul Roberts, y ambos adoptaron un niño en 1962 (Jefferson), divorciándose en 1963.
En 1964 se casó con el actor Neil Burstyn. Esquizofrénico, la unión fue turbulenta y él se suicidó en 1978.
Criada católica, desde 1970 practica el sufismo.
En 1977, tuvo el honor y el cargo, junto con los actores Warren Beatty, Jane Fonda y Richard Pryor, de presentar la 49.ª Ceremonia de los Premios Óscar.

## Filmografía
| Año  | Título                                  | Papel                             | Notas |
| ---- | --------------------------------------- | --------------------------------- | --- |
| 1964 | Goodbye Charlie                         | Franzie Salzman                   | Acreditada como Ellen McRae |
| 1964 | For Those Who Think Young               | Dr. Pauline Thayer                | Acreditada como Ellen McRae |
| 1969 | Pit Stop (título original: The Winner)  | Ellen McLeod                      | |
| 1970 | Alex in Wonderland                      | Beth Morrison                     | |
| 1970 | Tropic of Cancer                        | Mona Miller                       | |
| 1971 | La última película                      | Lois Farrow                       | National Society of Film Critics Award por Mejor actriz de reparto New York Film Critics Circle Award por Mejor actriz de reparto Nominada—Óscar a la mejor actriz de reparto Nominada—Globo de Oro a la mejor actriz de reparto |
| 1972 | The King of Marvin Gardens              | Sally                             | |
| 1973 | El exorcista                            | Chris MacNeil                     | Nominada—Óscar a la mejor actriz Nominada—Globo de Oro a la mejor actriz - Drama |
| 1974 | Alice Doesn't Live Here Anymore         | Alice Hyatt                       | Óscar a la mejor actriz BAFTA a la mejor actriz Nominada—Globo de Oro a la mejor actriz - Drama |
| 1974 | Harry and Tonto                         | Shirley Mallard                   | |
| 1977 | Providence                              | Sonia Langham                     | |
| 1978 | Dream of Passion                        | Brenda                            | |
| 1978 | Same Time, Next Year                    | Doris                             | Globo de Oro a la mejor actriz - Comedia o musical Nominada—Óscar a la mejor actriz |
| 1980 | Resurrection                            | Edna Mae McCauley                 | Nominada—Óscar a la mejor actriz Nominada—Globo de Oro a la mejor actriz - Drama Nominada—Anexo:Saturn a la mejor actriz Nominada—Utah Film Critics Association Award por mejor actriz |
| 1981 | Silence of the North                    | Olive Frederickson                | Nominada—Genie a la mejor actriz extranjera |
| 1984 | The Ambassador                          | Alex Hacker                       | |
| 1984 | Terror in the Aisles                    |                                   | Archivos de fotografía |
| 1984 | In Our Hands                            | Ella misma                        | |
| 1985 | Twice in a Lifetime                     | Kate MacKenzie                    | |
| 1986 | Amor a los 40                           | Lynn Hollander                    | |
| 1988 | Hanna's War                             | Katalin                           | |
| 1991 | Grand Isle                              | Mademoiselle Reisz                | |
| 1991 | Dying Young                             | Mrs. O'Neil                       | |
| 1993 | The Cemetery Club                       | Esther Moskowitz                  | |
| 1994 | Cuando un hombre ama a una mujer        | Emily                             | |
| 1994 | The Color of Evening                    | Kate O'Reilly                     | |
| 1995 | How to Make an American Quilt           | Hy Dodd                           | Nominada—Premio del Sindicato de Actores al mejor reparto |
| 1995 | The Baby-Sitters Club                   | Emily Haberman                    | |
| 1995 | Roommates                               | Judith                            | |
| 1996 | The Spitfire Grill                      | Hannah Ferguson                   | |
| 1997 | Deceiver                                | Mook                              | |
| 1998 | Playing by Heart                        | Mildred                           | |
| 1998 | You Can Thank Me Later                  | Shirley Cooperberg                | |
| 1999 | Walking Across Egypt                    | Mattie Rigsbee                    | |
| 2000 | Requiem for a Dream                     | Sara Goldfarb                     | Boston Society of Film Critics Award por mejor actriz Chicago Film Critics Association Award por mejor actriz Florida Film Critics Circle Award por mejor actriz Anexo:Independent Spirit Award a la mejor actriz Kansas City Film Critics Circle Award por mejor actriz Las Vegas Film Critics Society Award por mejor actriz Online Film Critics Society Award por mejor actriz Phoenix Film Critics Society Award por mejor actriz Anexo:Satellite a la mejor actriz dramática Southeastern Film Critics Association Award por mejor actriz Stockholm International Film Festival, premio a la mejor actriz Nominada—Óscar a la mejor actriz Nominada—Dallas-Fort Worth Film Critics Association Award por mejor actriz (tercer lugar) Nominada—Globo de Oro a la mejor actriz - Drama Nominada—National Society of Film Critics Awards por mejor actriz (tercer lugar) Nominada—New York Film Critics Circle Awards por mejor actriz de reparto(tercer lugar) Nominada—Online Film Critics Society Awards por mejor actriz Nominada—Anexo:Saturn a la mejor actriz Nominada—Screen Actors Guild Award por mejor actriz en papel principal Nominada—Toronto Film Critics Association por mejor actriz(segundo lugar) Nominada—Utah Film Critics Association Award por mejor actriz Nominada—Vancouver Film Critics Circle Award por mejor actriz |
| 2000 | The Yards                               | Val Handler                       | |
| 2001 | Dodson's Journey                        | Madre                             | |
| 2002 | Divine Secrets of the Ya-Ya Sisterhood  | Viviane Joan 'Vivi' Abbott Walker | |
| 2002 | Red Dragon                              | Abuela Dolarhyde (voz)            | No acreditada |
| 2005 | Down in the Valley                      | Ma                                | |
| 2006 | La fuente de la vida                    | Dr. Lilian Guzetti                | |
| 2006 | The Wicker Man                          | Hermana Summersisle               | |
| 2006 | The Elephant King                       | Diana Hunt                        | |
| 2006 | 30 Days                                 | Maura                             | |
| 2007 | The Stone Angel                         | Hagar Shipley                     | Genie por mejor actriz en papel principal Nominada—Vancouver Film Critics Circle Award mejor actriz en película canadiense |
| 2008 | Lovely, Still                           | Mary                              | |
| 2008 | W.                                      | Barbara Bush                      | |
| 2009 | The Velveteen Rabbit                    | Swan                              | Papel de voz |
| 2009 | According to Greta                      | Katherine                         | |
| 2009 | PoliWood                                | Ella misma                        | Documental |
| 2009 | The Loss of a Teardrop Diamond          | Miss Adie                         | |
| 2010 | The Mighty Macs                         | Madre St. John                    | |
| 2010 | Main Street                             | Georgiana Carr                    | |
| 2011 | Another Happy Day                       | Doris                             | |
| 2011 | Someday This Pain Will Be Useful To You | Nanette                           | |
| 2013 | Wish You Well                           | Louisa Mae Cardinal               | |
| 2014 | Two Men in Town                         | Garnett's mother                  | |
| 2014 | Flowers in the Attic                    | Olivia Foxworth                   | |
| 2014 | Petals on the Wind                      | Olivia Foxworth                   | |
| 2014 | Draft Day                               | Barb Weaver                       | |
| 2014 | The Calling                             | Emily Micallef                    | |
| 2014 | Interstellar                            | Old Murph                         | |
| 2015 | El secreto de Adaline                   | Flemming                          | |
| 2015 | Unity                                   | Narradora                         | Documental |
| 2015 | About Scout                             | Gram                              | |
| 2016 | Wiener-Dog                              | Nana                              | |
| 2016 | Custody                                 | Beatrice Fisher                   | |
| 2017 | All I Wish                              |                                   | |
| 2020 | Pieces of a Woman                       | Elizabeth Weiss                   | |
| 2022 | Three Months                            | Valerie                           | |
| 2023 | The Exorcist: Believer                  | Chris MacNeil                     | |

## Premios y nominaciones
Premios Óscar
| Año  | Categoría               | Película                       | Resultado |
| ---- | ----------------------- | ------------------------------ | --------- |
| 1972 | Mejor Actriz de Reparto | The Last Picture Show          | Nominada  |
| 1974 | Mejor Actriz            | El exorcista                   | Nominada  |
| 1975 | Mejor Actriz            | Alicia ya no vive aquí         | Ganadora  |
| 1979 | Mejor Actriz            | El próximo año a la misma hora | Nominada  |
| 1981 | Mejor Actriz            | Resurrección                   | Nominada  |
| 2001 | Mejor Actriz            | Requiem por un sueño           | Nominada  |

BAFTA
| Año  | Categoría    | Película               | Resultado |
| ---- | ------------ | ---------------------- | --------- |
| 1974 | Mejor Actriz | Alicia ya no vive aquí | Ganadora  |

Globos de Oro
| Año  | Categoría                             | Película                   | Resultado |
| ---- | ------------------------------------- | -------------------------- | --------- |
| 2000 | Mejor Actriz - Drama                  | Requiem por un sueño       | Nominada  |
| 1981 | Mejor Actriz de miniserie o telefilme | The People vs. Jean Harris | Nominada  |
| 1980 | Mejor Actriz - Drama                  | Resurrection               | Nominada  |
| 1978 | Mejor Actriz - Comedia o musical      | Una vez al año             | Ganadora  |
| 1974 | Mejor Actriz - Drama                  | Alicia ya no vive aquí     | Nominada  |
| 1973 | Mejor Actriz - Drama                  | El exorcista               | Nominada  |
| 1971 | Mejor Actriz de Reparto               | The Last Picture Show      | Nominada  |

Premios del Sindicato de Actores
| Año  | Categoría                             | Película             | Resultado |
| ---- | ------------------------------------- | -------------------- | --------- |
| 2001 | Mejor actriz                          | Requiem for a Dream  | Nominada  |
| 2008 | Mejor actriz en miniserie o telefilme | For One More Day     | Nominada  |
| 2015 | Mejor actriz en miniserie o telefilme | Flowers in the Attic | Nominada  |

National Society of Film Critics Award
| Año  | Categoría               | Trabajo nominado      | Resultado |
| ---- | ----------------------- | --------------------- | --------- |
| 1972 | Mejor actriz de reparto | The Last Picture Show | Ganadora  |

Independent Spirit Award
| Año  | Categoría    | Película            | Resultado |
| ---- | ------------ | ------------------- | --------- |
| 2000 | Mejor actriz | Requiem for a Dream | Ganadora  |

Premios Satellite
| Año  | Categoría    | Película            | Resultado |
| ---- | ------------ | ------------------- | --------- |
| 2000 | Mejor actriz | Requiem for a Dream | Ganadora  |

## Autobiografía
- Burstyn, Ellen (2006). Lessons in Becoming Myself. Riverhead Books (New York City, New York). ISBN 9781594489297.